# Oberburgau
Oberburgau – miejscowość w Austrii w gminie Sankt Gilgen w powiecie Salzburg-Umgebung. Położona jest nad jeziorem Mondsee, w miejscu, w którym wypływa z niego rzeka Seeache, uchodząca do jeziora Attersee. Populacja Oberburgau wynosiła w 2021 roku 105 osób.